# Anna Halcewicz
Anna Halcewicz (wł. Anna Halcewicz-Pleskaczewska, ur. 13 lipca 1947 we Wrocławiu, zm. 16 października 1988 w Warszawie) – polska aktorka teatralna i filmowa.

## Życiorys
Maturę zdała w I Liceum Ogólnokształcącym w Jaśle w roku 1965. W 1970 ukończyła studia na wydziale aktorskim PWST w Krakowie.
Od roku 1970 do 1985 lub 1986 była aktorką Teatru Starego w Krakowie. W 1986 występowała również w Teatrze Powszechnym w Warszawie, gdzie zagrała w spektaklu Lorenzaccio, reżyserowanym przez Krzysztofa Zaleskiego. Grała w spektaklach Teatru Telewizji. Zmarła w wyniku choroby nowotworowej.
Jest pochowana na starym cmentarzu na Służewie w Warszawie.

### Filmografia
- 1967 – Jowita, lekkoatletka Dorota
- 1973 – Fernando i humaniści, Anna Margoniowa
- 1969 – Stawka większa niż życie, odc. 10., kelnerka Stasia Zarębska, konspiratorka AL
- 1980 – Z biegiem lat, z biegiem dni…, odc. 1.
- 1982 – Popielec, odc. 9.
- 1982 – Odwet
- 1982 – Klakier, striptizerka
- 1987 – Śmierć Johna L., barmanka